# Хитър Петър
 Тази статия е за фолклорния герой.  За българския филм вижте Хитър Петър (филм).  
Хитър Петър е традиционен герой от българския фолклор, за когото се разказват анекдоти из всички български територии от близо 400 години насам. В Македония е наричан и Итар Пейо.
За първи път Хитър Петър се появява през 16–17 век, когато България е още под османско владичество. Не е известно от коя точно част на България произлиза героят. Истории за него се разказват в българските области Добруджа, Тракия и Македония. През 1873 г. той се появява и в литературата в произведения на Илия Блъсков. За него е написана опера през 1967 г. и 2 комедийни филма – от 1939 и 1960 г.
Образът му е на беден селянин, отличаващ се с изключителна хитрост, мъдрост и находчивост, както подсказва и името му. Хитър Петър е разглеждан и като местен аналог на литературния герой Настрадин Ходжа. Двамата често спорят, остроумничат и се надхитрят помежду си във весели истории, разсмиващи хората и до днес.

## Книги за Хитър Петър
- Аладжов Чавдар, „Дяволии до шия“
- Попов Сава, „Хитър Петър“
- Вълчанов Величко, „Хитър Петър и Настрадин ходжа“
- Слави Ганев, „Хитър Петър и Настрадин Ходжа“

## Филм за Хитър Петър и Настрадин Ходжа
- Хитър Петър – български игрален филм (комедия) от 1960 година.